# Peperomia puberulicaulis
Peperomia puberulicaulis är en pepparväxtart som beskrevs av Trel. & Yunck.. Peperomia puberulicaulis ingår i släktet peperomior, och familjen pepparväxter. Inga underarter finns listade i Catalogue of Life.